# ЭТ4А
ЭТ4А (Электропоезд Торжокский, 4-й тип, Асинхронный привод) — экспериментальная серия российских электропоездов постоянного тока, с асинхронным тяговым приводом, выпускавшихся в 2011—2013 годах на Торжокском вагоностроительном заводе (ТорВЗ). Заводское обозначение — 62-9003.

## История создания и выпуска

### Предыдущие электропоезда России с асинхронным приводом
ЭТ4А — третий в России пригородный электропоезд постоянного тока 3 кВ с асинхронным тяговым приводом, единственный из них получивший сертификат соответствия ВНИИЖТ.
Первый состав — ЭТ2А — также был изготовлен ТорВЗ, но ненадёжность приводов первого российского пригородного поезда с асинхронными ТЭД (АТЭД) привела к невозможности его использования. В итоге серийное производство не было начато, а опытные вагоны было решено разоборудовать.
Второй поезд подобного типа был выпущен на Демиховском Машиностроительном заводе под названием ЭД6. На этом поезде был применён тяговый привод фирмы Hitachi. Из-за проблем с новыми тележками моторных вагонов и трудностями стыковки аппаратуры разных производителей поезд в серию не пошёл. ОАО «РЖД» передало все шесть оставшихся вагонов Омскому государственному университету путей сообщения (ОмГУПС). Из них два вагона остались на площадке ОмГУПСа, один вагон ВУЗ передал железнодорожному техникуму в том же Омске, а ещё три — в филиал ОмГУПС Тайгинский институт железнодорожного транспорта (ТИЖТ).
Что касается линий переменного тока, единственная российская модель электропоезда для них — это ЭН3 (построен Новочеркасским электровозостроительным заводом, ввиду незавершённости испытаний не допущен к эксплуатации с пассажирами).
Также асинхронный привод пытались применить на высокоскоростном поезде Сокол-250 (ЭС250) почти одновременно с ЭТ2А, но он также не прошёл испытания. Таким образом, до сертификации в 2016 году электропоезда ЭГ2Тв «Иволга», ЭТ4А фактически являлся единственным электропоездом отечественной разработки с АТЭД, допущенным для эксплуатации на железных дорогах (в России несколько удачных моделей с АТЭД разработаны и выпущены для метрополитена).

### Предпосылки к появлению
Поскольку на 2008 год (когда было утверждено техническое задание на разработку) задача обеспечения железных дорог в России поездами с асинхронным приводом не была решена, а опыт применения АТЭД в России уже был, было решено продолжить работы по созданию таких поездов на отечественных предприятиях. При этом использовался приобретённый опыт, а также учитывались допущенные ранее недочёты.

### Проектирование
К работе над созданием поезда были привлечены предприятия группы компаний «Транспортное электромашиностроение». Работы вели: ЗАО "Центральный научно-исследовательский институт «ТрансЭлектроПрибор» (ЦНИИ «ТЭП»), ОАО "Научно-производственное предприятие «Дальняя Связь» (НПП «Дальняя Связь»), ОАО "Завод «Электроаппарат» и, собственно, ОАО «ТорВЗ». Примечателен тот факт, что ЭТ4А почти полностью разработан российскими специалистами (ЦНИИ «ТЭП», НПП «Дальняя Связь»), начиная от тяговых приводов и заканчивая системами кондиционирования.
При проектировании решались задачи по улучшению нескольких характеристик состава по сравнению с серийными моделями. Среди них: показатели разгона и торможения, техническая и маршрутная скорость движения, расход электроэнергии, а также показатели по эксплуатационным расходам.

### Выпуск, испытания и доработка
В 2010 году завершилось проектирование поезда, и компания РЖД заказала у ТорВЗ шестивагонный состав ЭТ4А. Состав был построен в апреле 2011 года.
6 мая 2011 года электропоезд прибыл на экспериментальное кольцо Всероссийского научно-исследовательского института железнодорожного транспорта (ЭК ВНИИЖТ); 11 мая 2011 года состоялась первая пробная поездка ЭТ4А по кольцу. Предварительный контрольный пробег 5 000 км электропоезд прошёл успешно, и в июле 2011 года в составе двух учётных секций М+П (то есть в композиции Пг+Мп+Мп+Пг) был направлен на скоростной испытательный полигон ВНИИЖТ (участок Белореченская-Майкоп) для проведения комплекса приёмочных и сертификационных испытаний.
Приёмочные и сертификационные испытания проводились в 2011 году организациями ВНИИЖТ, ВНИИЖГ и ВЭлНИИ. В итоге были проведены все необходимые виды испытаний (динамические, динамико-прочностные, тягово-энергетические, тепловые, тормозные, испытания по воздействию на путь и прочие). В октябре 2011 года состав из трёх учётных секций, то есть в композиции Пг+Мп+Мп+Пп+Мп+Пг, проходил обкаточные испытания на Курском ходу Московской Железной Дороги, на участке Москва — Тула-1-Курская.
С декабря 2011 по апрель 2012 года состав находился на заводе-изготовителе, где проводились доводочные работы для передачи ОАО «РЖД».
По результатам всех испытаний 25 апреля 2012 года электропоезд получил от ФБУ «Регистр сертификации на федеральном железнодорожном транспорте» сертификат соответствия нормам безопасности. Установочная серия была определена в количестве 30 экземпляров.
Состав ЭТ4А-001 22 мая 2012 года поступил в ТЧ-15 Санкт-Петербург-Балтийский для подконтрольной эксплуатации.
К началу 2014 года было построено всего лишь три состава: ЭТ4А-001 (восемь вагонов: шесть изначально, два изготовлены после передачи в депо), ЭТ4А-002 (восемь вагонов), ЭТ4А-003 (восемь вагонов).
Поскольку мощность АТЭД для ЭТ4А позволяла использовать для формирования состава помимо двухвагонных учётных электросекций М+П трёхвагонные М+2П, в 2014 году была произведена доработка электросхемы поезда для возможности его эксплуатации в трёхвагонной композиции Пг+Мп+Пг (до этого минимальной составности соответствовала композиция Пг+Мп+Мп+Пг).
Также известно, что в 2015 году для следующих поездов, начиная с ЭТ4А-004, студией FORMA Industrial Design (ООО «Форма», Санкт-Петербург) по заказу ЦНИИ «ТЭП» были разработаны дизайн и конструкция новой кабины управления. Эта кабина должна была быть оснащена сминаемыми энергопоглощающими брусами (для снижения тяжести повреждений состава при столкновении), что было продиктовано новыми требованиями по безопасности подвижного состава. Позже конструкция кабины для этой серии была несколько доработана той же студией.
Однако, в связи с тяжёлой ситуацией в то время на ТорВЗ, выпуск серии после создания ЭТ4А-003 стал невозможен.

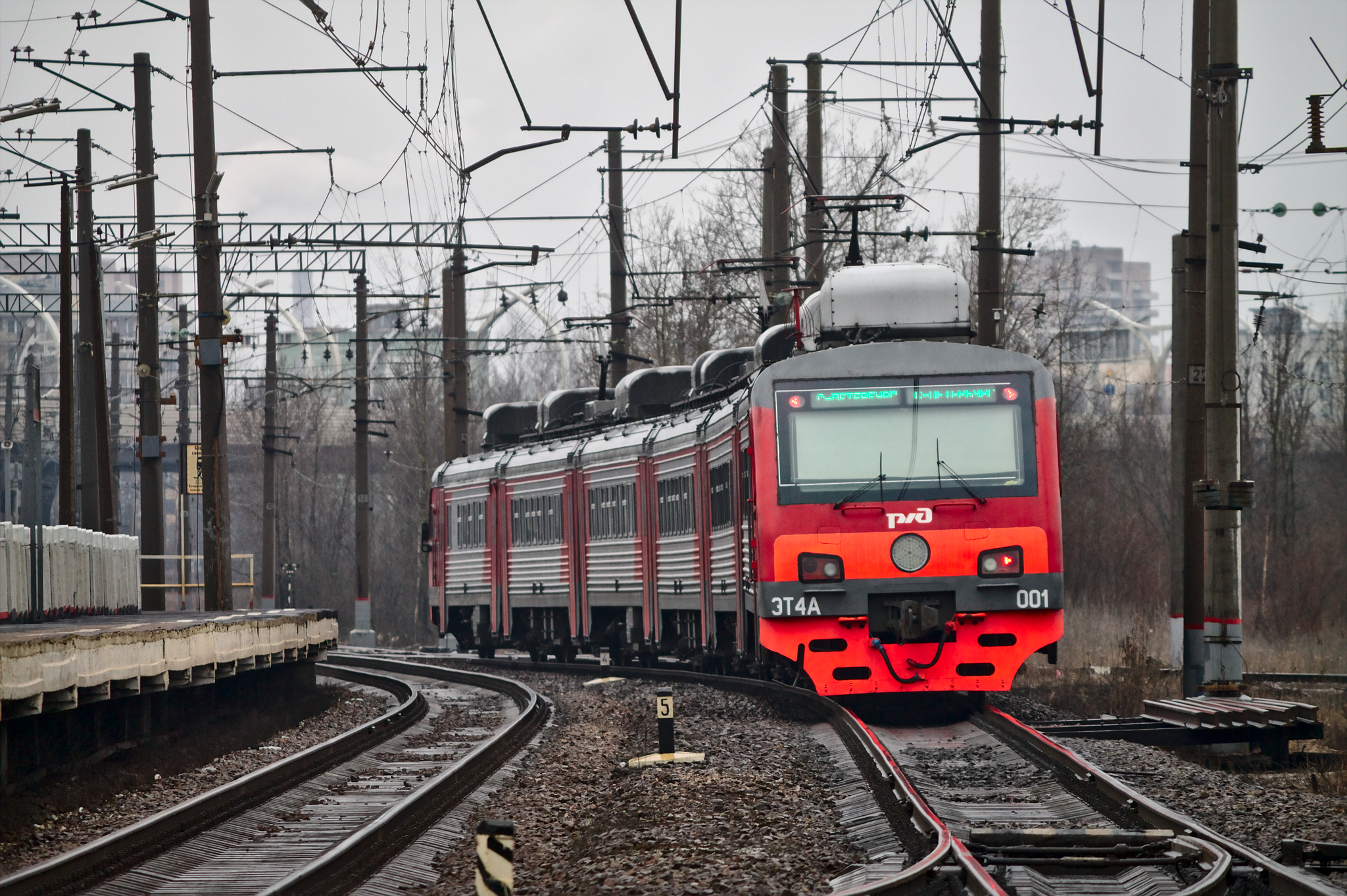
ЭТ4А-001 на станции Предпортовая
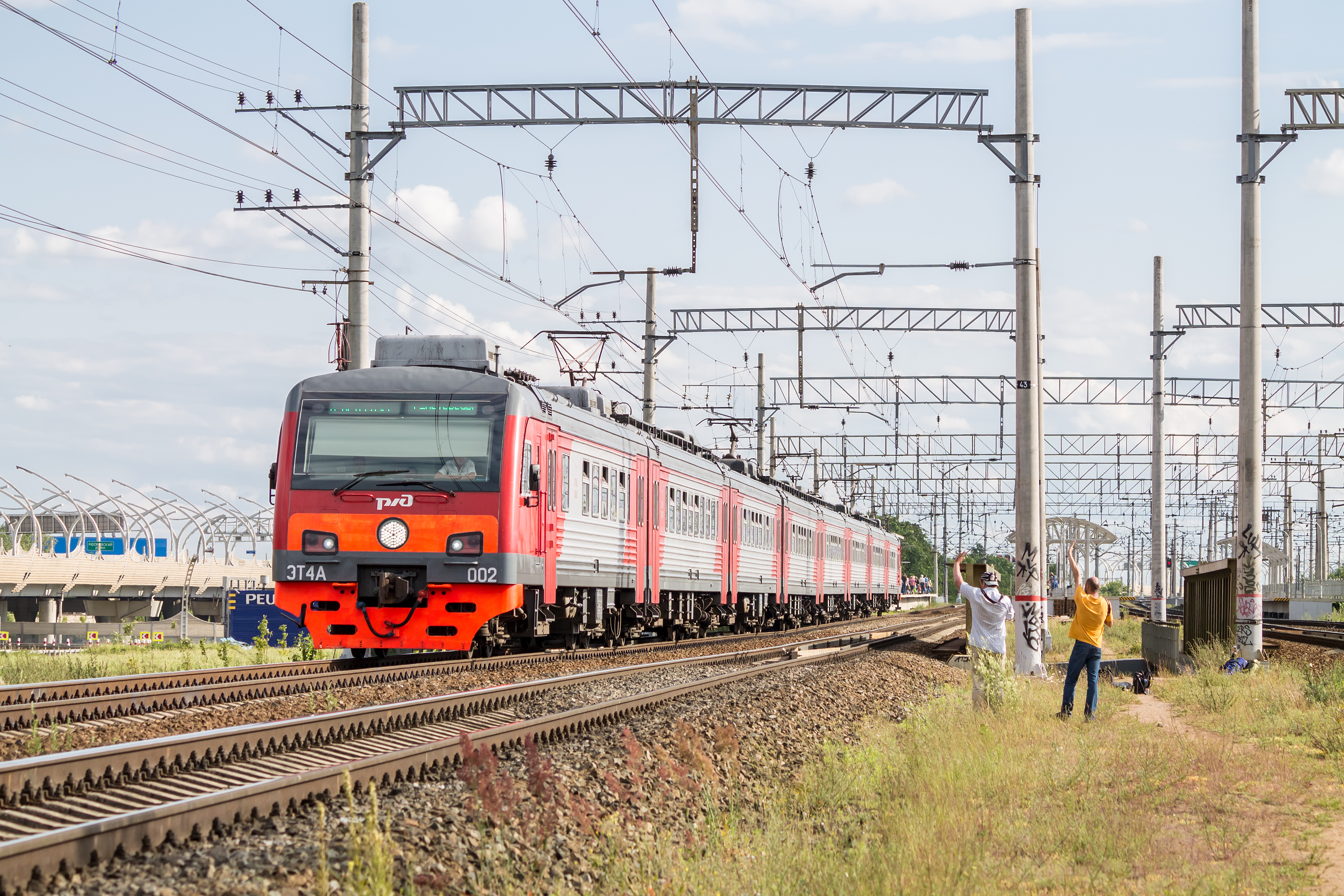
ЭТ4А-002 на участке Предпортовая — Броневая
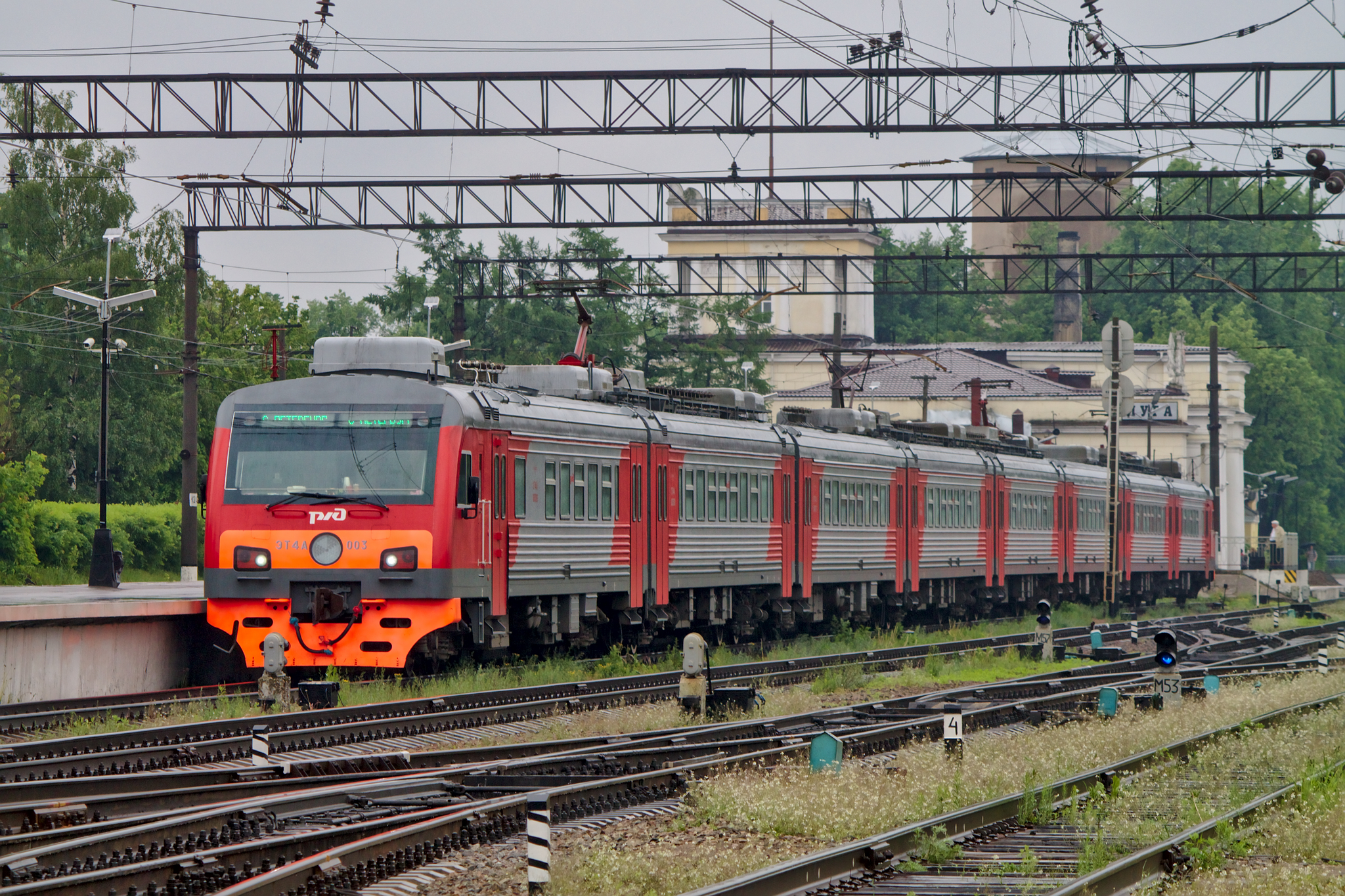
ЭТ4А-003 на станции Луга I

## Общие сведения
В итоге было создано три электропоезда (с номерами от 001 до 003), каждый в восьмивагонной составности, после чего выпуск был прекращён. Первый состав (ЭТ4А-001) первоначально был сформирован из шести вагонов (в композиции Пг+Мп+Пп+Мп+Мп+Пг). Далее был дополнен одной секцией (Мп+Пп).

### Составность
Основная составность электропоезда — 11 вагонов (Пг+Мп+Пп+Мп+Пп+Мп+Мп+Пп+Пп+Мп+Пг). По аналогии с электропоездом ЭТ2М, число вагонов в составе может быть и нечётным. Для одного состава минимальная составность трёхвагонная; максимальное число вагонов — 12. При эксплуатации двух составов по системе многих единиц (СМЕ) минимальная составность шестивагонная (две секции Пг+Мп+Пг); максимальное число вагонов в этом случае 14.
В итоге возможны следующие варианты композиции поезда (не считая СМЕ):
- Пг+Мп+Пг (3 вагона);
- Пг+Мп+Мп+Пг (4 вагона);
- Пг+Мп+Пп+Мп+Пг (5 вагонов);
- Пг+Мп+Пп+Мп+Мп+Пг (6 вагонов);
- Пг+Мп+Пп+Мп+Пп+Мп+Пг (7 вагонов);
- Пг+Мп+Пп+Мп+Пп+Мп+Мп+Пг (8 вагонов);
- Пг+Мп+Пп+Мп+Пп+Мп+Пп+Мп+Пг (9 вагонов);
- Пг+Мп+Пп+Мп+Пп+Мп+Мп+Пп+Мп+Пг (10 вагонов);
- Пг+Мп+Пп+Пп+Мп+Мп+Пп+Пп+Мп+Пг (10 вагонов);
- Пг+Мп+Пп+Мп+Пп+Мп+Мп+Пп+Пп+Мп+Пг (11 вагонов);
- Пг+Мп+Пп+Мп+Пп+Мп+Мп+Пп+Мп+Пп+Мп+Пг (12 вагонов);
- Пг+Мп+Пп+Пп+Мп+Мп+Пп+Пп+Мп+Пп+Мп+Пг (12 вагонов).

### Нумерация и маркировка
Система нумерации составов и вагонов ЭТ4А в целом соответствует советской, принятой для электропоездов РВЗ, а также серийных электропоездов ТорВЗ (ЭТ2 разных вариантов). Составы ЭТ4А получили номера трёхзначного написания (начиная с 001 и по 003 включительно). Маркировка на лобовой части головных вагонов выполняется в формате ЭТ4А XXX, где ХХХ — номер состава (без указания номера вагона). Тип поезда на заводе наносился слева, а номер — справа от прожектора (после перекрашивания стали наносить соответственно слева и справа от автосцепки). Каждый вагон состава получает свой номер в пятизначном формате, где первые три цифры — номер состава, последние две — номер вагона по комплекту. Маркировка с номерами вагонов выполняется на уровне окон по краям бортов вагонов и отличается добавлением двух цифр в конец того же формата. При этом моторные вагоны получают чётные номера, головные — нечётные 01 и 09; прицепные — нечётные (например, ЭТ4А-00201 — головной вагон состава ЭТ4А-002; ЭТ4А-00204 — моторный того же состава и т. п.). Маркировка с этими номерами наносится в две строки без дефиса (в первой строке название, во второй — пятизначный номер).

### Технические характеристики
Основные параметры электропоезда ЭТ4А основной составности:
| Параметр                                          | Параметр                                          | Вагон Пг                   | Вагон Мп                   | Вагон Пп                   | Электропоезд               |
| ------------------------------------------------- | ------------------------------------------------- | -------------------------- | -------------------------- | -------------------------- | -------------------------- |
| Габарит по ГОСТ 9238                              | Габарит по ГОСТ 9238                              | Т с верхним очертанием «а» | Т с верхним очертанием «а» | Т с верхним очертанием «а» | Т с верхним очертанием «а» |
| База вагона, мм                                   | База вагона, мм                                   | 15 000                     | 15 000                     | 15 000                     | ——                         |
| Длина по осям сцепок, мм                          | Длина по осям сцепок, мм                          | 22 188                     | 22 086                     | 22 086                     | 243 150                    |
| Высота, мм                                        | до верхней точки кузова                           | 4284                       | 4284                       | 4284                       | 4284                       |
| Высота, мм                                        | с опущенным токоприёмником                        | ——                         | 5250                       | ——                         | 5250                       |
| Ширина, мм                                        | Ширина, мм                                        | 3522                       | 3522                       | 3522                       | 3522                       |
| Диаметр новых колёс по кругу катания, мм          | Диаметр новых колёс по кругу катания, мм          | 957                        | 1050                       | 957                        | ——                         |
| Масса, т                                          | тары                                              | 51,0                       | 63,2                       | 46,2                       | 602,8                      |
| Масса, т                                          | расчётная                                         | 56,9                       | 74,5                       | 58,6                       | 720,7                      |
| Нагрузка на ось при максимальной населённости, тс | Нагрузка на ось при максимальной населённости, тс | 17,5                       | 21,5                       | 17,0                       | ——                         |
| Максимальная населённость, чел.                   | Максимальная населённость, чел.                   | 250                        | 300                        | 300                        | 3200                       |
| Число сидячих мест                                | Число сидячих мест                                | 60                         | 108                        | 108                        | 1092                       |
| Скорость, км/ч                                    | конструкционная                                   | 120                        | 120                        | 120                        | 120                        |
| Скорость, км/ч                                    | максимальная эксплуатационная                     | 120                        | 120                        | 120                        | 120                        |
| Скорость, км/ч                                    | техническая (в расчётном режиме)                  | 81 (не менее 75)           | 81 (не менее 75)           | 81 (не менее 75)           | 81 (не менее 75)           |
| Ускорение (до 60 км/ч), м/с²                      | среднее                                           | 0,71                       | 0,71                       | 0,71                       | 0,71                       |
| Ускорение (до 60 км/ч), м/с²                      | максимальное                                      | 0,93                       | 0,93                       | 0,93                       | 0,93                       |
| Торможение (с 80 км/ч), м/с²                      | среднее                                           | 0,76                       | 0,76                       | 0,76                       | 0,76                       |
| Торможение (с 80 км/ч), м/с²                      | максимальное                                      | 0,85                       | 0,85                       | 0,85                       | 0,85                       |
| Мощность часового режима, кВт                     | Мощность часового режима, кВт                     | ——                         | 450×4=1800                 | ——                         | 1800×5=9000                |

## Конструкция
Кроме асинхронного двигателя, вагоны ЭТ4А отличаются от предыдущих вагонов семейства ЭТ конструкцией дверей (прислонно-сдвижные с выходом на низкие платформы), формой головной части (унифицирована с головной частью дизель-электропоезда ДТ1), асимметричной конструкцией токоприёмников, наличием кондиционеров и широкими тамбурами.

### Механическое оборудование

#### Кузов
Кузова вагонов выполнены из стали. Имеют увеличенную до 21,5 м длину и более широкие тамбуры (дверной просвет 1250 мм), что выполнено по аналогии с поездами Демиховского машиностроительного завода (впервые заложено в проектах 1980-х годов Рижского вагоностроительного завода). С каждой стороны имеются по два входных проёма (тамбуры по концам кузова); выходы выполнены комбинированными (для выхода на низкие и высокие платформы).
Окна вагонов расположены в следующем порядке. За тамбуром после кабины расположено по одному большому окну на каждом борту: слева — у отсека для велосипедов, справа — окно санузла. Далее по обоим бортам следует промежуток без окон, частично закрывающий те же отсеки; затем ещё подряд по пять больших и по одному малому окну перед вторым тамбуром. Окна промежуточных вагонов (Мп и Пп) также расположены по обоим бортам друг против друга, причём симметрично как относительно продольной, так и поперечной оси вагона (последовательность «малое — восемь больших — малое», между тамбурами).
Со стороны кабины головные вагоны оборудованы автосцепками СА-3, с поглощающими аппаратами Р-5П. Остальные межвагонные сцепления осуществляются жёсткими автоматическими беззазорными устройствами (БСУ) типа БСУ-ТМ производства ОАО «Всероссийский научно-исследовательский институт транспортного машиностроения» (ВНИИтрансмаш) c поглощающими аппаратами Р-2П. Для возможности сцепления таких вагонов с ПС, оборудованным СА-3, на каждом головном вагоне предусмотрены
специальные адаптеры.

#### Тележки
Кузов каждого вагона опирается на две двухосные тележки (моторные для вагонов Мп и немоторные для Пп и Пг). По конструкции тележки аналогичны применённым на серийных электропоездах ЭТ2М; моторные отличаются от тележек ЭТ2М креплением АТЭД). Производитель — предприятие «Титран» (город Тихвин). Тележки имеют двойное рессорное подвешивание: буксовое бесчелюстное (с фрикционными гасителями колебаний) и центральное люлечное (с гидравлическими гасителями колебаний).

### Электрооборудование
На электропоезде применено современное для своей эпохи модульное электрооборудование. Для коммутации электрических цепей во многих установках применены клеммные ряды немецкой фирмы WAGO с монтажом на DIN-рейках.
В электросхеме вагонов реализовано поосное регулирование тяги. Управление каждым АТЭД производится индивидуальным тяговым трёхфазным преобразователем. В этой схеме применён тяговый преобразователь производства ОАО "Завод «Электроаппарат», выполненный по схеме трёхуровнего инвертора напряжения. В основе схемы применены силовые БТИЗ (IGBT). Каждый моторный вагон оснащён четырьмя АТЭД типа АТД450 часовой мощностью 450 кВт (проектант — ЦНИИ «ТЭП», производитель — ОАО "Завод «Электроаппарат»).
Схема включения АТЭД позволяет применять рекуперативно-реостатное торможение; этот режим возможен при изменении скорости от конструктивной до 2 км/ч и при напряжении на токоприёмнике до 4100 В. При переходе от рекуперативного к реостатному режиму генерируемое на АТЭД напряжение подаётся на тормозные резисторы через импульсные регуляторы.
Тяговые цепи, вспомогательные цепи и цепи отопления и управления питаются от разных источников:
- от контактной сети (цепи тяговых преобразователей и цепи отопления в вагонах) постоянным напряжением (номинально 3000 В);
- от преобразователей собственных нужд (ПСН) типа ПСН-60, или, при неработающем ПСН, от аккумуляторной батареи (цепи управления, освещения салонов, кабины машиниста, тамбуров, переходных площадок, туалетов, шкафов, чердаков, подвагонных ящиков и ходовых частей моторных вагонов) постоянным напряжением (номинально 110 В);
- от ПСН (цепи вспомогательных машин) трёхфазным переменным напряжением (номинально 220 В, частотой 50 Гц).

Преобразователь ПСН-60 мощностью 80 кВт разработан в ЦНИИ «ТЭП». Перед применением на электропоезде ЭТ4А прибор был в опытной эксплуатации на дизель-электропоезде ДТ1-002. Предусмотрена возможность реализации схемы резервирования ПСН.
На электропоезде применены аккумуляторные батареи необслуживаемого исполнения типа A512/60G6. Батареи могут заряжаться от зарядного устройства ПСН, а при отстое состава — от внешнего источника трёхфазного напряжения 380 В частотой 50 Гц.
Высоковольтные цепи на каждом моторном вагоне включают токоприёмник, фильтр радиопомех, высоковольтный разъединитель и быстродействующий выключатель. Токоприёмники типа ЛА160 представляют собой асимметричные полупантографы (произведены на заводе ЗАО «Селена Электротранспорт»). В цепи питания тягового и вспомогательных преобразователей включены индуктивно-ёмкостные фильтры.

### Системы управления и диагностики
На поезде установлены современные устройства для управления и диагностики поезда.
Системы управления поездом позволяют работать в режимах:
- автоматическом (поддержка заданной скорости/ускорения/торможения)[2];
- ручном (задание мощности непосредственно на привод)[2];
- САВП (Система АвтоВедения Поезда с максимально экономичными режимами разгона и учётом выбега)[2];
- аварийном (в случае отказа связи, либо пульта машиниста).

### Тормозные системы
Электропоезд оснащён четырьмя тормозными системами:
- пневматической;
- электропневматической;
- электрической (рекуперативно-реостатной);
- ручной (стояночный тормоз).

Электрическая и электропневматическая системы функционально взаимосвязаны. Первая работает при снижении скорости и полной остановке поезда, а вторая включается автоматически при отказе электрической. Также возможно совместное использование обеих систем. На моторных вагонах предусмотрены устройства, блокирующие электропневматическую систему при работе электрической при управлении машинистом при помощи контроллера, а также блокирующие электрическую систему при управлении электропневматической или пневматической краном из кабины машиниста.
Также при отказе электропневматической системы автоматика подключает пневматическую. Кроме этого, пневматическая система срабатывает при обрыве тормозной магистрали (в том числе при разрыве состава на ходу).
Специальные устройства не допускают при торможении включения режима тяги из нерабочей кабины. Ещё одна схема предназначена для эффективного использования различных систем торможения и исключения юза. При экстренном и автостопном торможении включаются устройства синхронного снятия тяги.
Пневматические тормозные краны установлены в каждом тамбуре вагона и в середине салона; в головных вагонах ещё по одному крану предусмотрено в кабине машиниста. Единый орган управления пневматической и электропневматической системами в кабине машиниста — кран типа 395М-5-01.
На всех вагонах, кроме моторных, установлены винтовые компрессорные установки типа ВКУ1/10 производства ФГУП "КБ «Арсенал» им. М. В. Фрунзе. Подача воздуха в расчёте на один вагон составляет 0,5 м³/мин.
В качестве рабочего органа тормозных систем (кроме электрической) применяются композитные колодки. Усилие на колодках при торможении создаётся цилиндрами типа 578.

### Оснащение салона и кабины машиниста
Салоны вагонов оборудованы диванами, выполненными как три полумягких двусторонних кресла, объединённых в одно целое. Диваны расположены в один ряд с каждого борта вагона, то есть вдоль каждого борта проходят по три ряда сидений. В каждом головном вагоне предусмотрено по два места для инвалидов в колясках, а также санузел.
Устройство и размеры санузла соответствуют нормам для использования инвалидами. Слив отходов из унитаза осуществляется в бак под полом вагона. Заправка санузла водой возможна с обеих сторон кузова. Для контроля полноты ёмкости при заправке предусмотрена переливная трубка.
На потолке вагона расположены светодиодные светильники белого свечения, скомпонованные в две световые линии.
Система отопления салона приводится в действие вентиляционно-отопительными агрегатами производства НПП «Дальняя Связь», расположенными в чердачном помещении каждого тамбура. Вдоль стен вагона установлены перфорированные короба, через которые в салон поступает воздух. На ЭТ4А-001 ТЭНы имели гладкую поверхность. Для повышения их эффективности на следующих поездах ТЭНы были выполнены с ребристой поверхностью.
Салон оснащён системой кондиционирования воздуха производства НПП «Дальняя Связь». Системы отопления и кондиционирования работают в автоматическом режиме с заявленной точностью поддержания заданной температуры не хуже ±2 °C. Система вентиляции снабжена фильтрами, обеспечивающими степень очистки не менее 0,95. Она обеспечивает воздухом не только пассажирский салон, но и тамбуры и имеет три режима работы:
- летний (производительность 3250 м³/ч);
- переходный (производительность 1620 м³/ч);
- зимний (производительность 1296 м³/ч).

Окна вагонов двух типов: с форточками и без них. Предусмотрено запирание форточек окон при исправной системе кондиционирования на ключ. В каждом вагоне имеются специальные окна для возможности аварийного выхода пассажиров. На опытном составе изначально были установлены окна без форточек, впоследствии заменены на штатные.
Входные двери прислонно-сдвижного типа. Могут открываться как машинистом из кабины, так и помощником машиниста из служебного тамбура, и пассажирами (кнопками снаружи салона). Пневматический привод дверей оснащён системой противозажатия пассажиров. В аварийной ситуации возможно открытие дверей вручную. Для вызова персонала при необходимости помощи инвалидам предусмотрены специальные кнопки на дверях головного вагона. При прибытии поезда к низкой платформе возможна посадка/высадка инвалидов в коляске при помощи подъёмника.
Для оповещения пассажиров используется система громкоговорителей, а также электронное информационное табло. Вагоны оснащены системой экстренной связи с машинистом.
В кабине машиниста монтируется унифицированный пульт управления. Кроме основных приборов управления и индикации, на пульте установлены мониторы наружного и внутривагонного видеонаблюдения, приборы САВП и охранной сигнализации, радиостанция, устройство безопасности КЛУБ-У.
Для борьбы с возгораниями вагонов поезд оснащён системой аэрозольного пожаротушения производства АО «НПГ Гранит-Саламандра» с пожарной сигнализацией.

## Эксплуатация
8 июня 2012 года на территории ТЧ-15 ОДМВ Санкт-Петербург-Балтийский состоялась презентация электропоезда ЭТ4А-001, 9 июня 2012 года ЭТ4А-001 совершил первую поездку с пассажирами. В ТЧ-15 электропоезд эксплуатировался на экспресс-маршрутах Санкт-Петербург — Луга (№ 7020/7021, 7022/7023).
28 августа 2012 года состав был переправлен в Щербинку для участия в праздновании 175-летия РЖД. На испытательном кольце в период с 7 по 9 сентября проведена динамическая презентация. После её окончания ЭТ4А-001 был отправлен обратно в ТЧ-15 для дальнейшей эксплуатации на маршруте Санкт-Петербург-Луга. В марте 2017 года поступил в ТЧ-10 Санкт-Петербург-Московское (Металлострой). В мае 2018 года возвращён в ТЧ-15 Санкт-Петербург-Балтийский.
31 декабря ЭТ4А-002 поступил в ТЧ-15 ОДМВ Санкт-Петербург-Балтийский.
Также в декабре 2013 года была завершена постройка электропоезда ЭТ4А-003, который почти сразу поступил в то же депо.
В ходе эксплуатации по неизвестным причинам часть асимметричных полупантографов электропоездов ЭТ4А была заменена симметричными пантографами.
До 2025 года составы эксплуатировались, в последние годы с большими перерывами на ремонты и обслуживание; часть их находилась в запасе. В мае 2015 года исключён из инвентаря ЭТ4А-001, а в следующем месяце — ЭТ4А-002. По состоянию на июль 2025 года ЭТ4А-003 отстранён от эксплуатации и готовится к списанию.

## Судьба проекта
Дальнейшее финансирование проекта зависело от успешности первого года эксплуатации, с учётом подписания контракта в апреле 2011 года между ОАО «РЖД» и Siemens AG на поставку большого количества электропоездов ЭС1 «Ласточка» (Siemens Desiro RUS).
В 2014 году ЦНИИ «ТЭП» разработал модернизированный вариант головного вагона электропоезда с крэш-системой, соответствующей новым требованиям безопасности. Подобное решение значительно увеличило высоту пола в районе кабины, из-за чего силуэт состава сильно изменился. Студия промышленного дизайна FORMA разработала дизайн кабины с учётом новой компоновки и новых требований по обзорности с места машиниста. Изготовление деталей обшивки кабины предполагалось из стеклопластика. Предполагалось участие ТорВЗ с модернизированным электропоездом в тендере на поставку составов на Малое кольцо Московской железной дороги.
Дальнейшая перспектива проекта не просматривается, в связи с тем, что ОАО «РЖД» прекратило сотрудничество с ТорВЗ, а вскоре после этого завод был признан банкротом. На 2016 год в составе ЦНИИ «ТЭП» и НПП «Дальняя Связь» практически не осталось основных разработчиков проекта.

### Комментарии
1. ↑  Высокая платформа — платформа, высота которой над уровнем головки рельса (УГР) составляет 1100 мм. Средняя платформа — платформа, высота которой над УГР составляет 550 мм. Низкая платформа — платформа, высота которой над УГР не более 200 мм[21].
2. ↑  Если смотреть по ходу вагона кабиной вперёд.